# Wybory prezydenckie w Dżibuti w 1987 roku
Wybory prezydenckie w Dżibuti odbyły się 24 kwietnia 1987 roku. Zwyciężył w nich jedyny startujący kandydat Hasan Guled Aptidon z Ludowego Ruchu na rzecz Postępu, jedynej legalnej partii. Aptidon zdobył 99,23% aprobujących go głosów. Przeciw było 0,77% obywateli. Frekwencja wyborcza wyniosła 88,69%. Równocześnie z wyborami prezydenckimi odbyły się wybory parlamentarne.